# 竜田鎮 (寧郷市)
竜田鎮（りゅうでんちん）は中華人民共和国湖南省長沙市寧郷市の鎮。

## 行政区画
- 竜田社区
- 黄泥田村
- 冬塘村
- 月塘村
- 白花村
- 隔山沖村
- 七里村
- 横嶺村
- 石屋村

## 経済

### 名物・特産品
- マンガン

## 地理
竜田鎮は寧郷市の西部に位置し、北は巷子口鎮と、東は沙田郷と、南東は青山橋鎮と、西は安化県高明郷と、南は漣源市七星街鎮とそれぞれ接している。
- 山：瓦子寨（1071メートル、寧郷市の最高峰）、王安山（1031メートル）、貴安山（1003メートル）

## 教育
- 初級中学：竜田中学

## 交通

### 道路
- 省道：1816省道